# Eugeniusz Warmiński
Eugeniusz Warmiński (ur. 25 czerwca 1926 w Łodzi, zm. 16 sierpnia 2017 w Melbourne) – polski fotoreporter sportowy, od lat 60. jeden z najbardziej znanych w Polsce, związany z Przeglądem Sportowym i Sportowcem.

## Życiorys
W latach 1953–1961 pracował w Przeglądzie Sportowym, następnie związał się z tygodnikiem Sportowiec. Fotografował różne dyscypliny sportu, ale najbardziej znany był ze zdjęć meczów piłki nożnej, w tym reprezentacji Polski (m.in. w czasie mistrzostw świata w 1974) oraz Legii Warszawa.
W 1981 został odznaczony Złotym Krzyżem Zasługi.
Od 2007 mieszkał u córki w Australii i tam zmarł. 